# Jimmy-6
Giachomo "Jimmy-6" Fortunato es un personaje ficticio que aparece en los cómics estadounidenses publicados por Marvel Comics. El personaje aparece en el Universo Marvel, y se asocia comúnmente con Spider-Man. Apareció por primera vez en Spider-Man # 70.

## Biografía del personaje ficticio
Cuando Kingpin (Wilson Fisk) perdió el control del inframundo de Nueva York, el señor del crimen Don Fortunato llenó el vacío de poder; pero su hijo, Giachomo "Jimmy-6" Fortunato, desaprobó los métodos de su familia y trató de abandonar el crimen organizado justo cuando los planes de su padre se estaban cumpliendo. Enfurecido, Don Fortunato exige la muerte de su hijo. En la carrera, Jimmy-6 empuja a Ben Reilly (un clon de Peter Parker) lejos de un aluvión de balas destinadas a él; como Spider-Man, Reilly le devuelve el favor más tarde al rescatar a Jimmy-6 de un intento de asesinato. Aunque el herido Jimmy-6 no quiere tener nada que ver con Spider-Man, aceptó de mala gana la oferta de Reilly de esconderse en su apartamento.
Con la esperanza de que Jimmy-6 aún pudiera ser persuadido para regresar, Don Fortunato ordena que lo capturen en lugar de matarlo. Poco después de conocer al "primo" de Reilly, Peter Parker, Jimmy-6 se entera de una alianza de señores del crimen rivales formada por el gánster Hammerhead que planea asesinar a Don Fortunato. Jimmy fue a advertir a su padre del golpe planeado, solo para enterarse de que Don Fortunato había formado una alianza con la organización terrorista HYDRA para derrotar a sus rivales.
En una pequeña ceremonia, Fortunato revela que ha secuestrado a civiles de cada uno de los territorios de los señores del crimen. Jimmy-6 descubre que los civiles deben ser ejecutados como un ejemplo de lo que sucedería en caso de desobediencia. Horrorizado, Jimmy saca una pistola de su propio padre. Los asistentes esperan y ven qué pasa. Don Fortunato rechaza a Jimmy allí mismo en el escenario. Spider-Man, luego Ben Reilly, y Daredevil ayudan a rescatar a los civiles, pero necesitan ayuda cuando están acorralados cerca de una salida. Jimmy-6 vuela en un helicóptero de ataque, matando a los hombres que amenazan al grupo y llevando a los héroes y civiles a un lugar seguro.
Más tarde, Jimmy-6 se entera de que el Duende Verde (Norman Osborn) ha matado a Ben Reilly y promete vengar la muerte de su amigo.
Herido por los enemigos de su padre en Forest Hills, Queens, Jimmy-6 busca refugio en la cercana residencia Parker, donde detiene a un asesino enviado por el Duende Verde. Luego se va. Cuando Spider-Man (Peter Parker) era sospechoso de asesinar al matón de la calle Joey Z, Jimmy-6, sintiendo que le debe la vida a Spider-Man, lo salva de los vigilantes que intentan cobrar la recompensa de 5 millones de dólares colocada en la cabeza de Spider-Man. Poco después, Jimmy-6 disparó un nuevo Duende Verde (una creación genética empleada por Osborn), aunque la armadura del Duende lo salvó. Varios vigilantes buscaron la recompensa en la cabeza de Jimmy después, pero el Punisher (Frank Castle) y el mercenario del gobierno Shotgun (J.R. Walker) lo salvaron.
Cuando Kingpin regresa para reclamar su imperio criminal, Jimmy-6 lo desafía y se une al cartel del crimen de Fortunato, reemplazando a su padre incapacitado (presuntamente hospitalizado por Kingpin). Intentando detener el derramamiento de sangre, Jimmy-6 llega a un acuerdo con Kingpin. Peter Parker es sorprendido fotografiando una reunión secreta entre Jimmy y Kingpin, pero Jimmy deja ir a Parker debido a su "relación" con Ben Reilly. Después de que uno de los hombres de Jimmy derriba accidentalmente el juego de póker de alto riesgo de Kingpin, Nueva York estalla en una guerra de pandillas entre la facción rival del inframundo. Cuando Jimmy y su familia se ven atrapados en un fuego cruzado que involucra a los Ejecutores de Kingpin (Fancy Dan, Montana y Ox), la intervención de Spider-Man le permite a Jimmy escapar, y luego ayuda a Jimmy a derrotar a los Ejecutores en el penthouse de Jimmy.
El estado actual de Jimmy-6 es desconocido ahora que Don Fortunato ha recuperado su salud y el control del cartel, pero se confirmó que Jimmy-6 había hecho las paces con su padre, ya que Fortunato se refiere brevemente a él como "My Beautiful Giacomo", sin mostrar signos de mala voluntad. Con Angelo muerto después de tan poco tiempo como el segundo Venom, Jimmy-6 es con toda probabilidad el único heredero del imperio criminal de Fortunato.

## Poderes y habilidades
Compuesto casi por completo de músculo, el marco masivo de Jimmy-6 le otorga la fuerza humana máxima y resiste muchas heridas de penetración. Es un hábil estratega e ingeniero eléctrico, que diseñó los sistemas de seguridad de la finca Fortunato. Un veterano de dos turnos de servicio con el Ejército de EE. UU., Es un consumado combatiente mano a mano, usuario de armas de fuego y piloto de helicóptero.

## En otros medios
En la primera versión de Spider-Man: Turn Off the Dark, el show fue narrado por Geek Chorus, fanáticos de Spider-Man que estaban en el proceso de escribir la historia más extrema y definitiva de Spider-Man. Uno de ellos reclama el nombre Jimmy-6. El papel fue jugado por Gideon Glick.